# Aleksandar Kolarov
Aleksandar Kolarov (Kirin Serbia: Александар Коларов; sinh ngày 10 tháng 11 năm 1985) là một cựu cầu thủ bóng đá chuyên nghiệp người Serbia từng thi đấu ở vị trí hậu vệ trái. Được đánh giá là một trong những hậu vệ xuất sắc nhất thế giới trong thế hệ của mình, anh nổi tiếng với lối chơi giàu thể lực, những pha tấn công chồng biên ở cánh, khả năng đi bóng uy lực bằng chân trái và khả năng đá phạt trực tiếp chuẩn xác.
Kolarov bắt đầu sự nghiệp của mình tại Red Star Belgrade, song anh đã không thể đột phá tại đây và chuyển đến Čukarički vào năm 2004. Hai năm sau, anh gia nhập OFK Beograd trước khi chuyển ra nước ngoài lần đầu tiên khi ký hợp đồng với Lazio ở Serie A, nơi anh đã giành được Coppa Italia và Supercoppa Italiana năm 2009. Năm 2010, anh gia nhập Manchester City, qua đó anh giành được hai chức vô địch Premier League, FA Cup và League Cup. Anh trở về Ý để đầu quân cho AS Roma và Inter Milan trong suốt quãng thời gian thi đấu còn lại của mình.
Kolarov ra mắt đội tuyển quốc gia cho Serbia vào năm 2008 và có 94 lần khoác áo. Kolarov là thành viên của đội tuyển Serbia tham dự Thế vận hội 2008, FIFA World Cup 2010 và FIFA World Cup 2018. Anh từng được vinh danh là cầu thủ Serbia xuất sắc nhất năm vào năm 2011.

## Thống kê sự nghiệp

### Câu lạc bộ
| Câu lạc bộ          | Mùa giải            | Giải vô địch quốc gia       | Giải vô địch quốc gia | Giải vô địch quốc gia | Cup           | Cup          | League Cup    | League Cup   | Châu Âu       | Châu Âu      | Khác          | Khác         | Tổng cộng     | Tổng cộng    |
| Câu lạc bộ          | Mùa giải            | Giải đấu                    | Số lần ra sân         | Số bàn thắng          | Số lần ra sân | Số bàn thắng | Số lần ra sân | Số bàn thắng | Số lần ra sân | Số bàn thắng | Số lần ra sân | Số bàn thắng | Số lần ra sân | Số bàn thắng |
| ------------------- | ------------------- | --------------------------- | --------------------- | --------------------- | ------------- | ------------ | ------------- | ------------ | ------------- | ------------ | ------------- | ------------ | ------------- | ------------ |
| Čukaricki           | 2004–05             | First League                | 27                    | 0                     | ?             | ?            | —             | —            | —             | —            | —             | —            | 27            | 0            |
| Čukaricki           | 2005–06             | Second League               | 17                    | 2                     | ?             | ?            | —             | —            | —             | —            | —             | —            | 17            | 2            |
| Čukaricki           | Tổng cộng           | Tổng cộng                   | 44                    | 2                     | ?             | ?            | —             | —            | —             | —            | —             | —            | 44            | 2            |
| OFK Beograd         | 2005–06             | First League                | 11                    | 1                     | ?             | ?            | —             | —            | 0             | 0            | —             | —            | 11            | 1            |
| OFK Beograd         | 2006–07             | Giải vô địch bóng đá Serbia | 27                    | 4                     | ?             | ?            | —             | —            | 2             | 0            | —             | —            | 29            | 4            |
| OFK Beograd         | Tổng cộng           | Tổng cộng                   | 38                    | 5                     | ?             | ?            | —             | —            | 2             | 0            | —             | —            | 40            | 5            |
| Lazio               | 2007–08             | Serie A                     | 24                    | 1                     | 5             | 2            | —             | —            | 3             | 0            | —             | —            | 32            | 3            |
| Lazio               | 2008–09             | Serie A                     | 25                    | 2                     | 6             | 1            | —             | —            | —             | —            | —             | —            | 31            | 3            |
| Lazio               | 2009–10             | Serie A                     | 33                    | 3                     | 2             | 1            | —             | —            | 5             | 1            | 1             | 0            | 41            | 5            |
| Lazio               | Tổng cộng           | Tổng cộng                   | 82                    | 6                     | 13            | 4            | —             | —            | 8             | 1            | 1             | 0            | 104           | 11           |
| Manchester City     | 2010–11             | Premier League              | 24                    | 1                     | 8             | 1            | 0             | 0            | 5             | 1            | —             | —            | 37            | 3            |
| Manchester City     | 2011–12             | Premier League              | 12                    | 2                     | 1             | 1            | 5             | 0            | 8             | 1            | 1             | 0            | 27            | 4            |
| Manchester City     | 2012–13             | Premier League              | 20                    | 1                     | 3             | 1            | 1             | 1            | 5             | 1            | 1             | 0            | 30            | 4            |
| Manchester City     | 2013–14             | Premier League              | 30                    | 1                     | 2             | 1            | 5             | 1            | 7             | 1            | —             | —            | 44            | 4            |
| Manchester City     | 2014–15             | Premier League              | 21                    | 2                     | 2             | 0            | 2             | 0            | 4             | 0            | 1             | 0            | 30            | 2            |
| Manchester City     | 2015–16             | Premier League              | 29                    | 3                     | 0             | 0            | 1             | 0            | 2             | 0            | 0             | 0            | 32            | 3            |
| Manchester City     | 2016–17             | Premier League              | 29                    | 1                     | 2             | 0            | 1             | 0            | 8             | 0            | 0             | 0            | 39            | 1            |
| Manchester City     | Tổng cộng           | Tổng cộng                   | 165                   | 11                    | 18            | 4            | 15            | 2            | 42            | 4            | 3             | 0            | 243           | 21           |
| Roma                | 2017–18             | Serie A                     | 35                    | 2                     | 0             | 0            | —             | —            | 12            | 1            | 0             | 0            | 47            | 3            |
| Roma                | 2018–19             | Serie A                     | 33                    | 8                     | 2             | 1            | —             | —            | 8             | 0            | —             | —            | 43            | 9            |
| Roma                | 2019–20             | Serie A                     | 32                    | 7                     | 2             | 0            | —             | —            | 8             | 0            | —             | —            | 42            | 7            |
| Roma                | Tổng cộng           | Tổng cộng                   | 100                   | 17                    | 4             | 1            | —             | —            | 28            | 1            | —             | —            | 132           | 19           |
| Inter Milan         | 2020–21             | Serie A                     | 7                     | 0                     | 3             | 0            | —             | —            | 1             | 0            | —             | —            | 11            | 0            |
| Inter Milan         | 2021–22             | Serie A                     | 3                     | 0                     | 0             | 0            | —             | —            | 1             | 0            | 0             | 0            | 4             | 0            |
| Inter Milan         | Tổng cộng           | Tổng cộng                   | 10                    | 0                     | 3             | 0            | —             | —            | 2             | 0            | 0             | 0            | 15            | 0            |
| Tổng cộng sự nghiệp | Tổng cộng sự nghiệp | Tổng cộng sự nghiệp         | 439                   | 41                    | 44            | 9            | 16            | 2            | 77            | 6            | 4             | 0            | 580           | 58           |

### Đội tuyển quốc gia
| Đội tuyển quốc gia Serbia | Đội tuyển quốc gia Serbia | Đội tuyển quốc gia Serbia |
| Năm                       | Số lần ra sân             | Số bàn thắng              |
| ------------------------- | ------------------------- | ------------------------- |
| 2008                      | 2                         | 0                         |
| 2009                      | 7                         | 0                         |
| 2010                      | 8                         | 0                         |
| 2011                      | 10                        | 0                         |
| 2012                      | 11                        | 1                         |
| 2013                      | 7                         | 3                         |
| 2014                      | 7                         | 2                         |
| 2015                      | 7                         | 1                         |
| 2016                      | 7                         | 1                         |
| 2017                      | 6                         | 2                         |
| 2018                      | 10                        | 1                         |
| 2019                      | 8                         | 0                         |
| 2020                      | 4                         | 0                         |
| Tổng cộng                 | 94                        | 11                        |

### Bàn thắng quốc tế
| #   | Ngày                 | Địa điểm                                     | Đối thủ          | Bàn thắng | Kết quả | Giải đấu                 |
| --- | -------------------- | -------------------------------------------- | ---------------- | --------- | ------- | ------------------------ |
| 1.  | 11 tháng 9 năm 2012  | Sân vận động Karađorđe, Novi Sad, Serbia     | Wales            | 1–0       | 6–1     | Vòng loại World Cup 2014 |
| 2.  | 7 tháng 6 năm 2013   | Sân vận động Nhà vua Baudouin, Brussels, Bỉ  | Bỉ               | 1–2       | 1–2     | Vòng loại World Cup 2014 |
| 3.  | 10 tháng 9 năm 2013  | Sân vận động Cardiff City, Cardiff, Wales    | Wales            | 2–0       | 3–0     | Vòng loại World Cup 2014 |
| 4.  | 15 tháng 10 năm 2013 | Sân vận động Jagodina City, Jagodina, Serbia | Bắc Macedonia    | 3–0       | 5–1     | Vòng loại World Cup 2014 |
| 5.  | 26 tháng 5 năm 2014  | Red Bull Arena, Harrison, New Jersey, Hoa Kỳ | Jamaica          | 2–0       | 2–1     | Giao hữu                 |
| 6.  | 7 tháng 9 năm 2014   | Sân vận động Partizan, Belgrade, Serbia      | Pháp             | 1–1       | 1–1     | Giao hữu                 |
| 7.  | 8 tháng 10 năm 2015  | Elbasan Arena, Elbasan, Albania              | Albania          | 1–0       | 2–0     | Vòng loại Euro 2016      |
| 8.  | 29 tháng 3 năm 2016  | A. Le Coq Arena, Tallinn, Estonia            | Estonia          | 1–0       | 1–0     | Giao hữu                 |
| 9.  | 2 tháng 9 năm 2017   | Sân vận động Sao Đỏ, Belgrade, Serbia        | Moldova          | 2–0       | 3–0     | Vòng loại World Cup 2018 |
| 10. | 5 tháng 9 năm 2017   | Sân vận động Aviva, Dublin, Ireland          | Cộng hòa Ireland | 1–0       | 1–0     | Vòng loại World Cup 2018 |
| 11. | 17 tháng 6 năm 2018  | Cosmos Arena, Samara, Nga                    | Costa Rica       | 1–0       | 1–0     | World Cup 2018           |

## Danh hiệu

### Câu lạc bộ

#### Lazio
- Coppa Italia: 2008–09
- Siêu cúp bóng đá Ý: 2009

#### Manchester City
- Premier League: 2011–12, 2013–14
- FA Cup: 2010–11
- EFL Cup: 2013–14, 2015–16
- FA Community Shield: 2012

#### Inter Milan
- Serie A: 2020–21
- Coppa Italia: 2021–22
- Supercoppa Italiana: 2021

### Cá nhân
- Cầu thủ xuất sắc nhất Serbia: 2011